# Vene tänav
La rue russe (estonien : Vene tänav) est une rue de l'arrondissement de Kesklinn  à Tallinn en Estonie.

## Présentation
La rue Vene tänav commence à la rue Harju tänav et se termine à la rue Müürivahe tänav.
Elle croise les rues Apteegi tänav, Katariina käik, Munga tänav et Pühavaimu tänav. 
Sa longueur est de 410 mètres.
Dans la rue Vene tänav se trouvent l'église orthodoxe Saint-Nicolas de Tallinn, la cathédrale Saint-Pierre-et-Saint-Paul de Tallinn, le Musée municipal de Tallinn et la salle d'échecs de Tallinn.
Au bout de la rue, les remparts de Tallinn s'étendent sur une centaine de mètres sur le côté droit de la rue.

## Bâtiments de la rue Vene
| adresse | Image | Bâtiment                              |
| ------- | ----- | ------------------------------------- |
| Vene 2  |       | Ambassade d'Italie en Estonie         |
| Vene 5  |       | Ministère de la Justice               |
| Vene 6  |       | Banque de commerce d'Azov-Don         |
| Vene 7  |       |                                       |
| Vene 9  |       |                                       |
| Vene 10 |       |                                       |
| Vene 12 |       | Guilde de Catherine (et)              |
| Vene 16 |       | Cathédrale Saint-Pierre-et-Saint-Paul |
| Vene 17 |       | Musée municipal de Tallinn            |
| Vene 18 |       | Cathédrale Saint-Pierre-et-Saint-Paul |
| Vene 22 |       |                                       |
| Vene 23 |       |                                       |
| Vene 24 |       | Église orthodoxe Saint-Nicolas        |
| Vene 25 |       |                                       |
| Vene 27 |       |                                       |
| Vene 28 |       | Tour de Brême                         |
| Vene 28 |       | Maison de Paul Keres                  |